# 빌헬름 뢰베

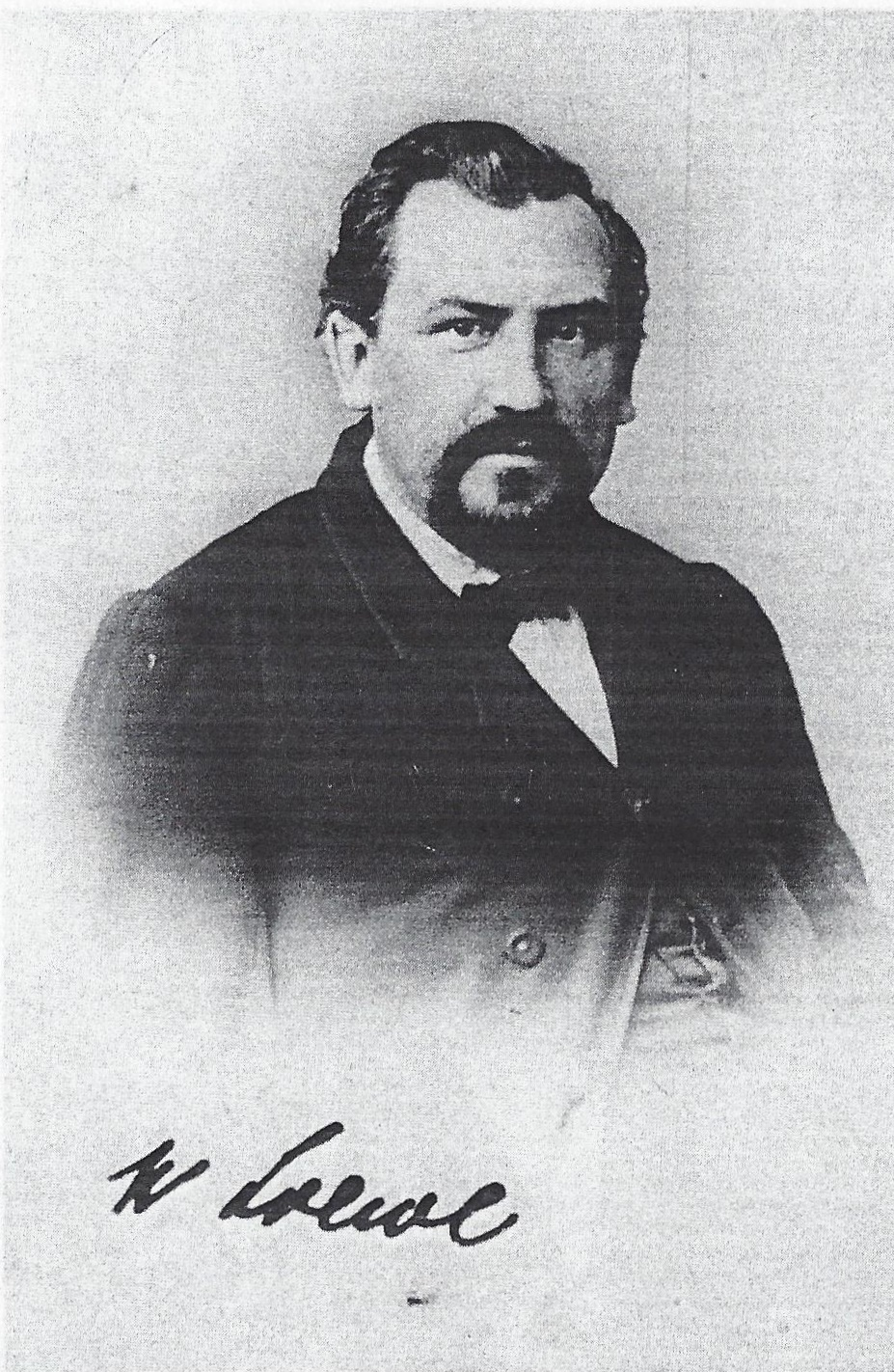
빌헬름 뢰베

프리드리히 빌헬름 뢰베(Friedrich Wilhelm Loewe, 1814년 11월 14일 ~ 1886년 11월 2일)는 독일의 의사이자 좌파자유주의 정치인이다. 1848년, 프랑크푸르트 국민의회의 부의장이 되었으며, 1849년에는 슈투트가르트에서 열린 프랑크푸르트 국민의회 '잔부의회'의 의장을 맡았다.